# Dimitrie Cariagdi
Dimitrie Cariagdi (1815 – 9 de outubro de 1894) foi um político romeno.
Ele estudou no seu país natal, completando a sua educação na Universidade de Paris. De volta à Roménia em 1838, Cariagdi ingressou na magistratura, tornando-se procurador do estado. Em junho de 1865, após vários anos de envolvimento político, foi nomeado Ministro da Justiça de Nicolae Crețulescu, servindo até fevereiro do ano seguinte. Em dezembro de 1870 assumiu a mesma função sob Ion Ghica, permanecendo até março de 1871. Ele serviu por vários mandatos como deputado e senador.
Cariagdi fez parte do Partido Liberal Nacional. Em dezembro de 1878 foi eleito prefeito de Bucareste. A sua principal realização foi um projecto de obras públicas relacionado com o rio Dâmbovița. Ele serviu até 1883.